# Matteo Arnaldi
Matteo Arnaldi (* 22. Februar 2001 in Sanremo) ist ein italienischer Tennisspieler.

## Karriere
Arnaldi spielte bis 2020 auf der ITF Junior Tour. Dort konnte er mit Rang 22 seine höchste Notierung in der Jugend-Rangliste erreichen. Bei den Grand-Slam-Turnieren kam er nie über die zweite Runde hinaus.
Sein erstes Profimatch spielte Arnaldi 2018. 2019 schaffte er auf der ITF Future Tour erstmals das Viertelfinale zu erreichen; im Doppel erreichte er sein erstes Endspiel im selben Jahr und gewann dieses. Im Einzel dauerte es bis 2021, dass Arnaldi ein Finale auf der Future Tour erreichte. Er zog in diesem Jahr in vier Finals ein, von denen er zwei gewann. Dadurch stieg er in der Weltrangliste bis in die Top 400 der Welt und konnte auch vermehrt an Turniere der ATP Challenger Tour teilnehmen. Auf dieser kam er bei etlichen Versuchen lange nie über die zweite Runde hinaus, ehe er in Split dann das Halbfinale erreichte. Im Doppel verpasste er auf Gran Canaria den ersten Challengertitel nur knapp. Er verlor im Finale gegen Sadio Doumbia und Fabien Reboul im Match-Tie-Break. Zu seinem ersten Einsatz auf der ATP Tour kam Arnaldi im Mai, als er für das Einzel und Doppel jeweils eine Wildcard für das Masters in Rom erhielt. Im Einzel verlor er das Match gegen Marin Čilić, während er im Doppel knapp an den Deutschen Kevin Krawietz und Andreas Mies scheiterte.

## Erfolge
| Legende (Anzahl der Siege) |
| Grand Slam                 |
| ATP Finals                 |
| ATP Tour Masters 1000      |
| ATP Tour 500               |
| ATP Tour 250               |
| ATP Challenger Tour (4)    |

### Einzel

#### Turniersiege
| Nr. | Datum           | Turnier             | Belag     | Finalgegner          | Ergebnis       |
| --- | --------------- | ------------------- | --------- | -------------------- | -------------- |
| 1.  | 22. Mai 2022    | Francavilla al Mare | Sand      | Francesco Maestrelli | 6:3, 6:77, 6:4 |
| 2.  | 5. Februar 2023 | Teneriffa           | Hartplatz | Raul Brancaccio      | 6:1, 6:2       |
| 3.  | 9. April 2023   | Murcia              | Sand      | Borna Gojo           | 6:4, 7:64      |
| 4.  | 11. Juni 2023   | Heilbronn           | Sand      | Facundo Díaz Acosta  | 7:64, 6:1      |